# Tvångstango
Tvångstango är en svensk dokumentärserie som hade premiär på SVT1 och SVT Play den 10 juli 2025. Första säsongen består av sex avsnitt.

## Handling
Författaren Amanda Romare har levt med tvångssyndrom i hela sitt liv. I serien utforskar hon sina problem och genomgår en KBT-behandling med Erik Andersson för att få hjälp. Samtidigt söker hon stöd hos likasinnade och träffar både vanliga och kända människor med liknande problematik.